# Калињинскаја
Калињинскаја (рус. Калининская) насељено је место руралног типа (станица) на југозападу европског дела Руске Федерације. Налази се у централном делу Краснодарске покрајине и административно припада њеном Калињинском рејону чији је уједно и административни центар.
Према подацима националне статистичке службе РФ за 2017, станица је имала 13.885 становника.

## Географија
Станица Калињинскаја се налази у централном делу Краснодарске покрајине на неких 58 километара северозападно од покрајинског центра Краснодара. Село лежи у западном делу Кубањско-приазовске степе, на десној обали реке Понуре, на надморској висини од око 6 m.

## Историја
Савремено насеље Калињинкају основали су 1794. потомци Запорошких Козака досељених на подручје Кубања два века раније. Ново насеље носило је назив Поповичевско и у периоду оснивања у њему је живело 497 становника. Насеље је 1842. добило статус козачке станице, а исте године у њему је регистровано 2.099 житеља.
Године 1957. станица добија ново име, Калињинскаја, у помен на совјетског револуционара Михаила Калињина.

## Демографија
Према подацима са пописа становништва 2010. у селу је живело 13.391 становника, док је према процени за 2017. број становника благо порастао на 13.885 житеља.
| 1959. | 1989.  | 2002.  | 2010.  | 2017.  |
| ----- | ------ | ------ | ------ | ------ |
| 6.200 | 11.263 | 13.192 | 13.391 | 13.885 |